# Mordella bistrinotata
Mordella bistrinotata es una especie de coleóptero de la familia Mordellidae.

## Distribución geográfica
Habita en Hoa Binh (Vietnam).